# Деренівська Купіль
Деренівська Купіль — історична місцевість і лікувальна купальня, відома з 1582 року, а нині санаторний комплекс з однойменною назвою. Комплекс сертифікований міжнародним знаком EuropeSpa Med.

## Історія місцевості
Перша документально підтверджена згадка про Деренівську Купіль датується 1582 роком. З неї дізнаємося, що Міклош Корлат, магнат із села Хлмец, судиться з родиною Другетів за право володіння лісами і лікувальною купальнею в урочищі Деренівка, численні письмові згадки про яку належать до XVII століття. Починаючи з 19 грудня 1634 року, місцевий священник Даниїл Середнянський у своїх листах називає купальню «Жалобни Деренце», «Деренца жолобоборнія», «Дерец сереберна васеровна», імовірно підтверджуючи її і цілющі властивості.

У пам’ятках династії Габсбургів, які датуються 1692 роком, деренівська вода згадується як «Derenus Zilbers wasser». Саме ця назва зазначена на стародавньому гербі купальні. Під час війни 1705 року між трансільванським князем Ференцем II Ракоці та Габсбургами, «Slatino» (так називали курорт) було знищено вщент, але згодом відбудовано.

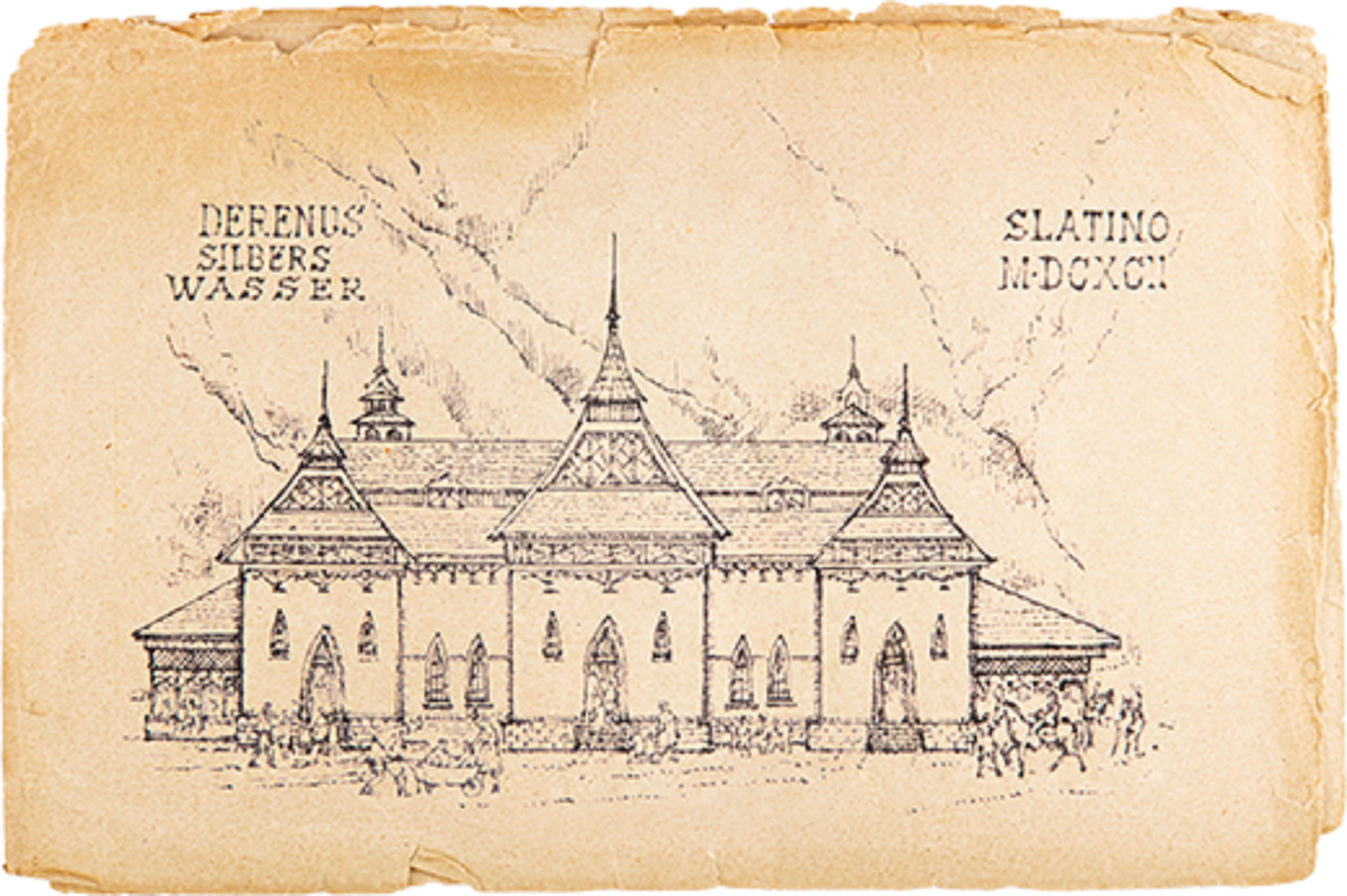
Вигляд Деренівської Купелі станом на 1692 р. до того як її було спалено у 1705 р. (копія з оригінальних архівних документів)

Графіка 1829 року з підписом «Дереновська купальня, мочаровна, траварня Н. Слатіно» підтверджує історію курорту, а листи, в яких згадується купальня («Солотвинська оздоровня», «Золотвинська купальна мочаровна», «Срібляна купальня», «Слатінська злата водіца») свідчать про лікувальні властивості води.
У першій половині XX століття Деренівка стає відомим курортом, який відвідують знані європейські родини.
Тоді ж наука приділяє увагу феномену деренівської води. Так, у 1935 році вчений Франтішек Візнер у дослідженні «Мінеральні джерела Підкарпатської Русі» пише про деренівську воду: «Як науковець, маю честь особисто рекомендувати її до вжитку і місцевим мешканцям, і всім громадянам Чехословацької республіки».
Вже у період радянської окупації на території урочища був розташований санаторій союзного підпорядкування «Кооператор», куди приїздили з усього СРСР.

## Курортний комплекс

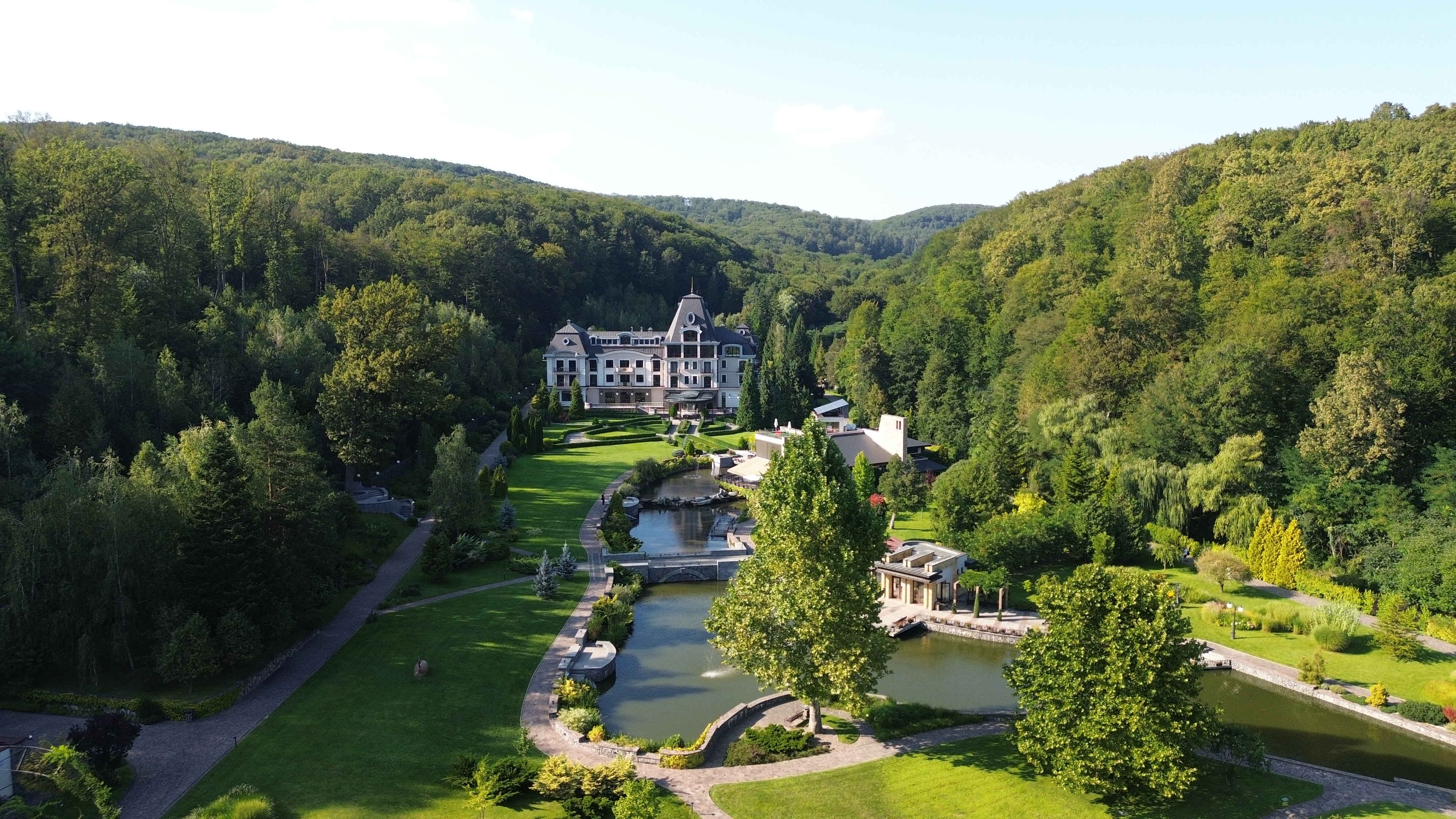
Вигляд на Парк-Готелі "Ерделі", 2023 р.

Курортний комплекс «Деренівська Купіль», що  розташований в селі Нижнє Солотвино Закарпатської області, пропонує гостям широкий спектр можливостей для відпочинку: готелі, ресторани, SPA-зона, а також місця для активного відпочинку. Комплекс також має  мальовничий ботанічний сад  та унікальний паркскульптур.
У склад курортного комплексу функціонують ресторани «Ірис» та ресторан «Саламандра», де подають страви авторської варіації від бренд-шефа.

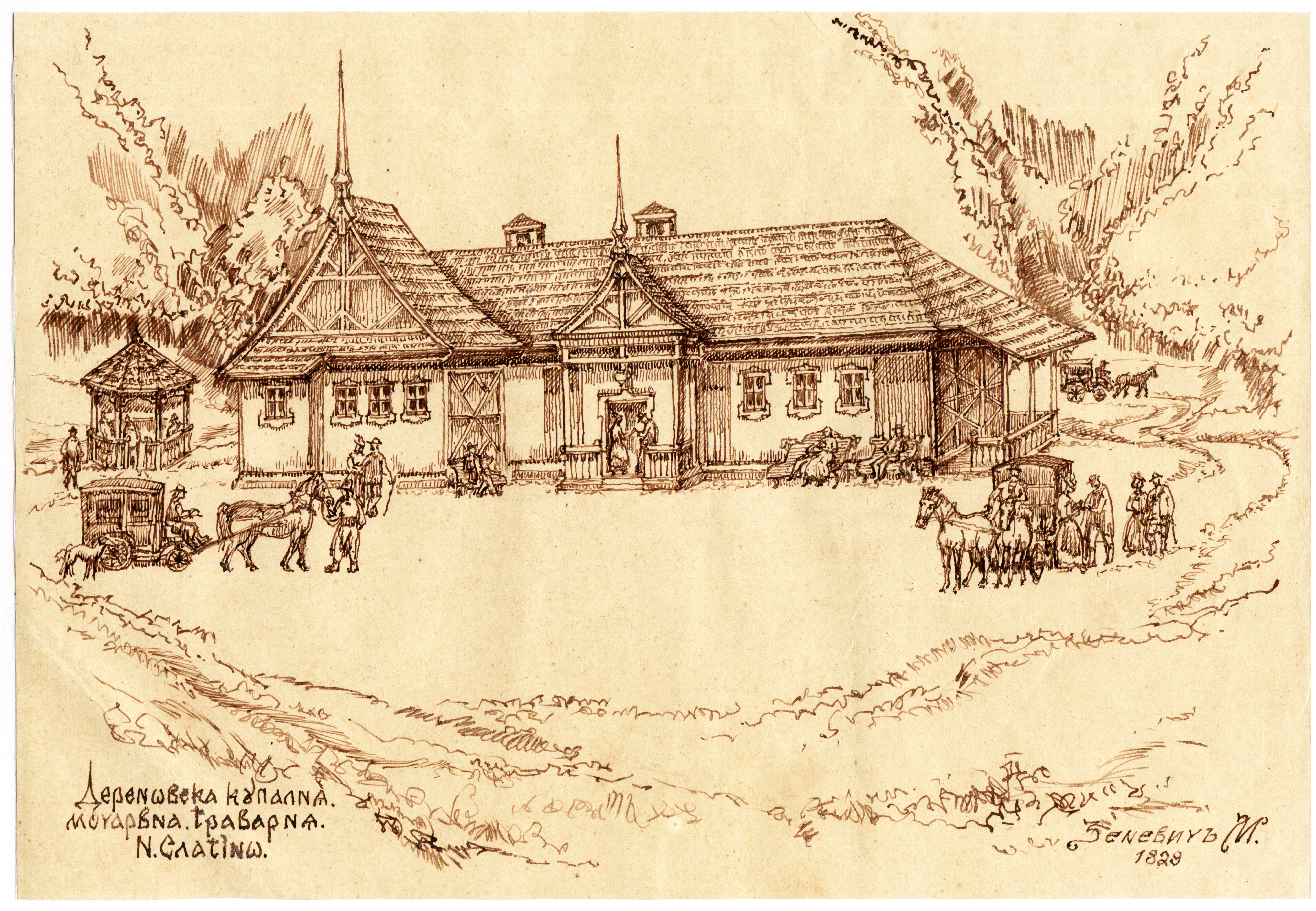
Н. Солотвино 1829 рік (копія з оригінальних архівних документів)

Деренівська Купель налічує130 номерів у чотиризірковому готелі «Ірис» та 44  апартаменти в Апартамент-готелі. Також незабаром розпочне приймати відвідувачів SPA-готель рівня Deluxe. 

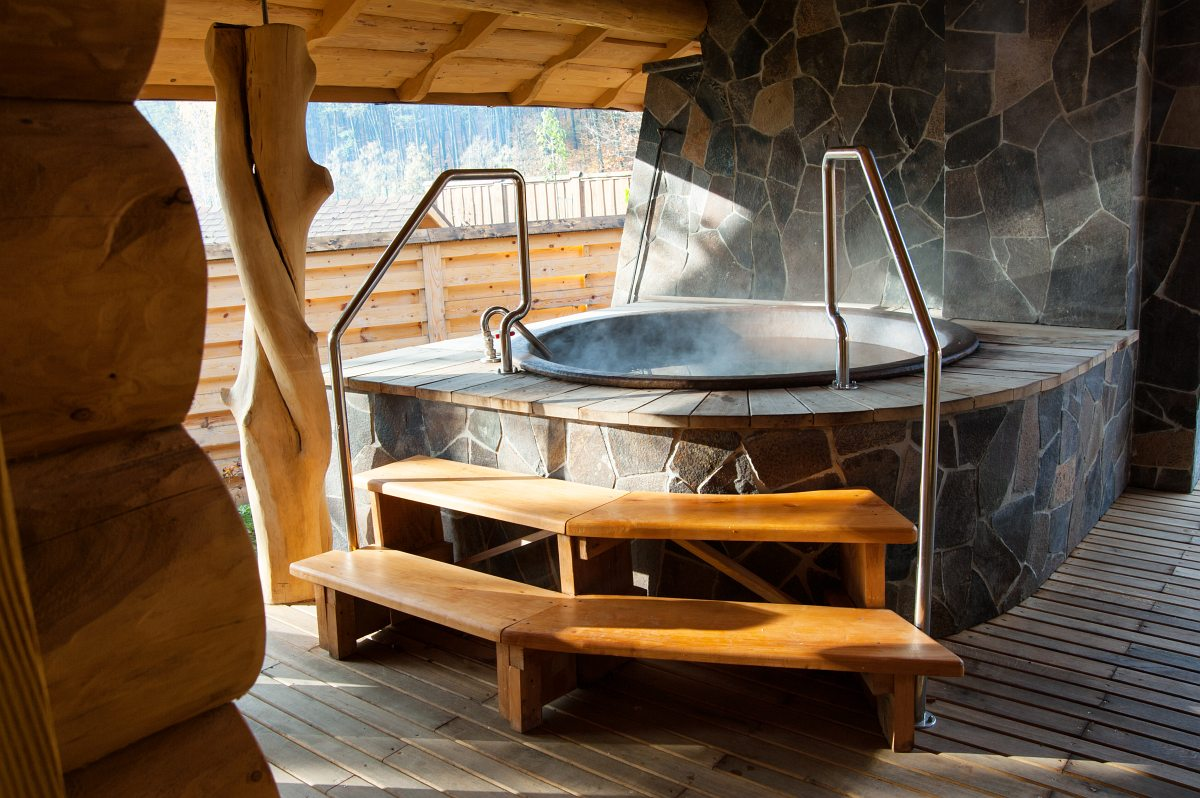
Чан. Хутір Деренівка. Використовується питна вода зі скважини Деренівської Купелі.

Також у комплексі присутній центр здоров’я та краси, що поєднує дві сучасні локації комплексу – оздоровчий центр «Ірис» та СПА-комплекс «Срібні Терми». 
У Деренівській Купелі особливістю  є бальнеологія, за рахунок унікальних лікувальних властивостей мінеральної води збагаченої кремнієм - “Закарпатська 2”. Цілюща вода видобувається з артезіанської свердловини, з глибини 640 м, і охолоджується з 45°С до 34°С. Також Деренівська Купіль має аква-зону, яка охоплює кілька басейнів: напіввідкритий термальний, відкритий «Інфініті» та критий басейн з гідромасажними установками.   
Курортний комплекс «Деренівська Купіль» отримав визнання на європейському рівні за свої стандарти якості у сфері оздоровлення. Під кінець 2021 року, комплекс пройшов оцінку незалежним аудитором з Німеччини, доктором Куртом фон Сторхом, який після ретельного аналізу підтвердив високий рівень сервісу та професійного підходу до оздоровчих процедур, видачею сертифіката EuropeSpa Med.

## Благодійність
Курортний комплекс «Деренівська Купіль» долучається до благодійності, організовуючи заходи на підтримку Збройних Сил України (ЗСУ). Приміром, 26 серпня 2022 року було проведено благодійний концерт, який відбувся з участю відомих українських виконавців, таких як TamerlanAlena, Shumei, та Laud. Захід допоміг зібрати 500 000 гривень на підтримку ЗСУ, з яких 250 000 гривень були отримані від концерту, та ще 250 000 гривень були надані від імені комплексу Деренівської Купелі.

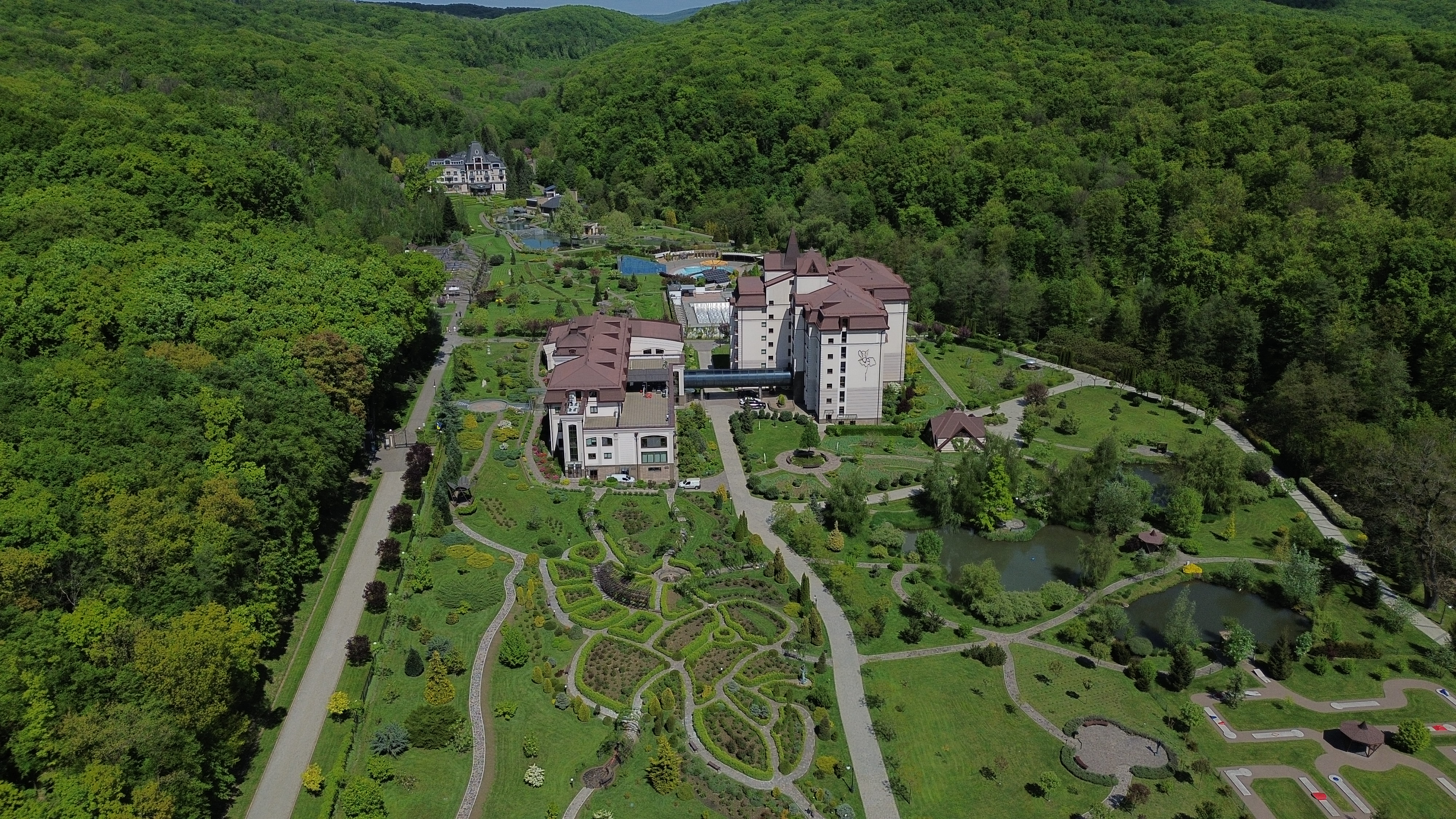
Загальний вигляд на територію Курортного комплексу Деренівська купіль станом на 2024 рік.

1 липня 2023 року під час вечірньої симфонії, яку виконував Академічний Симфонічний Оркестр під керівництвом Заслуженої артистки України – Вікторії Свалявчик-Цанько, було зібрано 24 000 гривень. Всі зібрані кошти були перераховані на потреби Збройних Сил України через Фонд «Повернись живим». 22 липня того ж року було проведено благодійний концерт гурту «Kolaba», частину коштів виручених від продажу квитків на подію, було спрямовано на підтримку захисників і захисниць України.
Примітка: “Деренівська Купіль” розуміє свою соціальну відповідальність і продовжує активно донатити, організовувати благодійні заходи, працювати задля підтримки армії та щоразу звітується на офіційному сайт.